# Планалтина
Планалтина (порт. Planaltina)  —  муниципалитет в Бразилии, входит в штат Гояс. Составная часть мезорегиона Восток штата Гойяс. Входит в экономико-статистический  микрорегион Энторну-ду-Дистриту-Федерал. Население составляет 100 240 человек на 2006 год. Занимает площадь 2539,113 км². Плотность населения — 38,8 чел./км².

## Статистика
- Валовой внутренний продукт на 2003 год составляет 180 705 782,00 реалов (данные: Бразильский институт географии и статистики).
- Валовой внутренний продукт на душу населения на 2003 год составляет 2073,98 реалов (данные: Бразильский институт географии и статистики).
- Индекс развития человеческого потенциала на 2000 год составляет 0,723 (данные: Программа развития ООН).

## География
Климат местности: тропический.